# Bieżuń
Bieżuń é um município da Polônia, na voivodia da Mazóvia e no condado de Żuromin. Estende-se por uma área de 12,07 km², com 1 910 habitantes, segundo os censos de 2016, com uma densidade de 158,2 hab/km².